# سلمون البحر الأسود
سلمون البحر الأسود (بالإنجليزية: Black Sea salmon)‏ يعتبر صغيرًا إلى حد ما من سمك السلمون، يبلغ طوله حوالي 20 بوصة (510 ملم) في المتوسط ونادرًا ما يصل إلى أكثر من 30 بوصة (760 ملم). يسكن السواحل الشمالية للبحر الأسود والأنهار المتدفقة. هناك مجموعات أنهار شاذة، وبحيرية، ومقيمة. هذه السمكة قريبة من السلمون المرقط البني.
في حين أنه النوع المحلي الوحيد من سالمو الموجود في حوض شمال البحر الأسود، فقد يتم تهجينه مع السلمون المرقط البني (المُدخَل) في الأنهار الرئيسية. أعداد السكان التي تديرها البحار منخفضة حاليًا، لكن مخزون الأنهار المقيمة يعمل بشكل جيد.